# بروميد الإيثيديوم
بروميد الإيثيديوم هوعامل إقحام (عامل تداخل مع تركيبة الدنا) يشيع استخدامه بوصفه كمادة مشعة مضيئة (وصمة للحمض النووي) في مختبرات تقنية البيولوجيا الجزيئية مثل الرحلان الكهربائي باستخدام الاغروز الهلامي. وعادة فإنه يختصر ب "EtBr"، الذي هو أيضا اختصار ل برومو الميثان.
عندما يتعرض للأشعة فوق البنفسجية، يتألق بلون برتقالي. بدأ يشيع استخدامه منذ الخمسينيات في الطب البيطري لعلاج داء المثقبيات في الأبقار، وهو مرض ناجم عن المثقبيات. نسبة عالية من المقاومة للمضادات الحيوية يجعل هذا العلاج غير عملي في بعض المناطق، حيث كلوريد isometamidium ذات صلة ويستخدم بدلا من ذلك. قد يكون بروميد إيثيديوم مغير، أو مشوه مسرطن على الرغم من أن هذا يعتمد على الكائن الحي والظروف. ولكونها مادة شديدة السمية يتم الآن الاستعاضة عنها بمواد فلورية غير سامة أو مطفرة مثل gelred أو SYBR Safe وغيرها.